# Xapuri
Xapuri là một đô thị thuộc bang Acre, Brasil. Đô thị này có diện tích 5251 km², dân số năm 2007 là 12357 người, mật độ 2,35 người/km².